# Segunda Comisaría de Chillán
La Segunda Comisaría de Chillán es un recinto policial de la Prefectura Ñuble de Carabineros de Chile, ubicado en la ciudad de Chillán. Fue construido como parte del proceso de creación de la institución y ha sido reconstruido en dos ocasiones producto de los terremotos de 1939 y 2010. El lugar también fue lugar de detenciones políticas y torturas durante la dictadura militar chilena de Augusto Pinochet.

## Historia

### Primer cuartel
La institución de Carabineros de Chile fue creada el 27 de abril de 1927 y la primera tragedia a nivel nacional enfrentada por la institución es el Terremoto de Chillán de 1939, cual es considerado el sismo con mayores víctimas fatales de Chile. El primer cuartel de la ciudad fue destruido a raíz de este sismo, dejando a treinta y dos carabineros fallecidos. Con la llegada de la comitiva presidencial al mando del presidente de la república Pedro Aguirre Cerda, y el subdirector de Carabineros, el Coronel Inspector Enrique Délano Soruco, fueron repartidas las labores entre los miembros de las Fuerzas Armadas de Chile, de la cual el médico jefe de Carabineros Alonso Acuña, quedó a cargo del análisis de las ciudades de la zona cero entre la Cordillera de la Costa y la Depresión intermedia desde San Javier a Victoria, mientras que el Ejército de Chile se encargó de las ciudades costeras como Concepción y Arauco.

### Segundo cuartel
El segundo cuartel de Carabineros fue construido como parte del proceso de reconstrucción de Chillán tras el terremoto de 1939. A la llegada del presidente Pedro Aguirre Cerda, durante las celebraciones del Natalicio del Libertador General Bernardo O’Higgins, la comisaría ya es inaugurada en la esquina de calle Claudio Arrau con Bulnes, con un costo de $4.293.600 CLP de la época, fue la segunda obra más costosa de la ciudad, cual era superada por la construcción del Edificio de los Servicios Públicos de Chillán, que duplicaba la cifra.

#### Dictadura militar
El rol de la Segunda Comisaría de Chillán tras el Golpe de Estado en Chile de 1973 y la instauración de la Dictadura militar, fue la de centro de detención y torturas a los opositores del gobierno del dictador Augusto Pinochet. A este lugar provenían detenidos directamente desde sus hogares o lugares de trabajo, como también del Retén Schleyer y el Cuartel de la Policía de Investigaciones de Chillán, y a partir desde esta comisaría, era común que fueran trasladados al Regimiento de Infantería n.º 9 "Chillán". En otros casos, simplemente los hacían desaparecer.
Durante dicha época, el carabinero a cargo de la comisaría fue el teniente Patricio Jeldres Rodríguez, quien durante la década del 2000 y 2010 fue enjuiciado a raíz de las detenciones forzadas y ejecuciones ocurridas en la ciudad de Chillán, entre las que destaca la del alcalde de la ciudad de 1972, Ricardo Lagos Reyes y su familia, como también las ocurridas en Puente El Ala.
A continuación se muestra una tabla con las personas consideradas detenidas desaparecidas y ejecutadas políticas que fueron prisioneras en este lugar o por personal de esta comisaría:
| Nombre                            | Militancia     | Actividad                               | Residencia                                                      | Fecha de detención       | Lugar de detención                        | Situación posterior                                           |
| --------------------------------- | -------------- | --------------------------------------- | --------------------------------------------------------------- | ------------------------ | ----------------------------------------- | ------------------------------------------------------------- |
| Becerra Cifuentes, Wilson Alfredo | PS             | Obrero agrícola                         | Asentamiento Ránquil (Fundo Victoria), San Nicolás              | 11 de octubre de 1973    | Su hogar                                  | Detenido desaparecido                                         |
| Cádiz Cortes Sergio Enrique       | PS             | Obrero agrícola                         | Santa Rita de Cato, Chillán                                     | 22 de octubre de 1973    | Su hogar                                  | Detenido desaparecido                                         |
| Cortéz Luna, Gabriel Marcelo      | Sin militancia | Estudiante                              | Pabellones Manuel Rodríguez #107, Schleyer, Chillán             | 18 de septiembre de 1973 | Su hogar                                  | Aparecido en Fosa común del Cementerio Municipal de Chillán   |
| Domínguez Jara, Gustavo Efraín    | PDC            | Obrero agrícola                         | Asentamiento Ránquil (Fundo Victoria), San Nicolás              | 11 de octubre de 1973    | Su hogar                                  | Detenido desaparecido                                         |
| Domínguez Jara, Tomás Rogelio     | PDC            | Obrero agrícola                         | Asentamiento Ránquil (Fundo Victoria), San Nicolás              | 11 de octubre de 1973    | Su hogar                                  | Detenido desaparecido                                         |
| Ibarra Durán, Luis Antonio        | MIR            | Electricista de Iansa                   | Pasaje dos oriente #7, Población Rosita O'Higgins, Chillán      | 23 de septiembre de 1973 | Su hogar                                  | Detenido desaparecido                                         |
| López Rivas, Leopoldo             | PC             | Zapatero                                | Pasaje Dos Norte #651, Población Vicente Pérez Rosales, Chillán | 23 de septiembre de 1973 | Su trabajo en Avenida Brasil              | Detenido desaparecido                                         |
| Pino Baeza, Gilberto de la Cruz   | Sin militancia | Obrero agrícola                         | 20 de noviembre #90, Población Zañartu, Chillán                 | 22 de octubre de 1973    | Su trabajo en Santa Rita de Cato, Chillán | Detenido desaparecido                                         |
| Poblete Tropa, Juan Mauricio      | Sin militancia | Comerciante                             | Cuatro Oriente Sur Nº19, Población Rosita O'Higgins, Chillán    | 23 de septiembre de 1973 | Su hogar                                  | Su cuerpo fue enterrado en el Cementerio Municipal de Chillán |
| Prat Martí, Lorenzo Alberto       | JRR Chile      | Estudiante de Escuela Normal de Chillán | Pasaje 6 #4, Población Pizarro, Schleyer, Chillán               | 1 de octubre de 1973     | Hogar de Patricio Weitzel Pérez           | Detenido desaparecido                                         |
| Retamal Velásquez, José Gregorio  | Sin militancia | Estudiante de Escuela Normal de Chillán | Chillán                                                         | 1 de octubre de 1973     | Hogar de Patricio Weitzel Pérez           | Detenido desaparecido                                         |
| Sánchez Arguen, Francisco         | PS             | Académico                               | Avenida Libertad #715, Las Cuatro Avenidas, Chillán             | 1 de octubre de 1973     | Su hogar                                  | Detenido desaparecido                                         |
| Troncoso León, Ricardo            | MIR            | Fotógrafo y director de teatro de Iansa | Pasaje Sur #387 Población El Tejar, Chillán                     | 1 de octubre de 1973     | Su hogar                                  | Detenido desaparecido                                         |
| Urrutia Acevedo Cleofe del Carmen | PC             | Taxista                                 | Nueve Oriente #018, Ampliación Purén, Chillán                   | 3 de octubre de 1973     | Local El Refugio de Avenida O'Higgins     | Detenido desaparecido                                         |
| Weitzel Pérez, Patricio Lautaro   | JRR Chile      | Relojero                                | Población Pizarro, Schleyer, Chillán                            | 1 de octubre de 1973     | Su hogar                                  | Ejecutado político, encontrado en Puente El Ala               |

### Tercer cuartel
Producto del Terremoto de Chile de 2010, las instalaciones de la comisaría quedan destruidas y no fue hasta el año 2015, cuando son inauguradas las nuevas dependencias de esta, cuya ceremonia de inauguración contó con la presencia del alcalde de Chillán Sergio Zarzar, el General Director de Carabineros Gustavo González Jure y el intentende regional del Biobío Rodrigo Díaz Worner.
Para 2019, la jefatura de la Segunda Comisaría de Chillán fue asumida por el Mayor Miguel Valenzuela, en reemplazo de José Freire. En enero de 2020, la capitán Nitzy Candia asume la jefatura de la Segunda Comisaría de Chillán, convirtiéndose en la primera mujer en asumir un alto cargo en la comisaría y la segunda en la Prefectura de la Región de Ñuble, después de la Mayor Karen Rivera en la Comisaría de Chillán Viejo.
Para marzo del mismo año, un estudio realizado por el Instituto Nacional de Derechos Humanos y divulgado por Ciper, la comisaría fue considerada la sexta más denunciada en todo el país, producto del actuar de los funcionarios durante el Estallido social, con más de dos mil denuncias por uso excesivo de la fuerza, apremios, acoso o desnudamiento. En el mes de agosto de 2020, durante la Pandemia de COVID-19 en Chile, surge un brote de coronavirus al interior de la comisaría que afectó a catorce funcionarios.